# Uriel Áviles
Uriel Avilés Maya (Zitácuaro, Michoacán, 25 de enero de 1885 - Ciudad de México, 1956) fue un coronel y militar mexicano que participó en la Revolución mexicana. 
En su ciudad natal realizó sus primeros estudios y trabajó como tipógrafo. Encauzó su actividad al periodismo y políticamente simpatizó con el Partido Liberal Mexicano; en 1909 fundó el Periódico La Idea, contrario al General Porfirio Díaz y al gobernador de Michoacán, Aristeo Mercado. Se afilió a la lucha armada al morir Francisco I. Madero, y militó de 1913 a 1916 en el Ejército, alcanzando el grado de Coronel. 
Fue Diputado por el distrito de Zinapécuaro, Michoacán, al Congreso Constituyente. Posteriormente fue Diputado federal en las Legislaturas XXVII, XXVIII y XXIX de México, en las que destacó como orador. 
Fundó los periódicos Libre Prensa y El Ariete, en Zitácuaro; El Día, en Morelia, y La Gaceta, en Puebla.